# Miroslav Zeman
Miroslav Zeman   (Praga, 24 de novembre de 1946) és un lluitador txec, ja retirat, especialista en lluita grecoromana, que va competir sota bandera de Txecoslovàquia durant les dècades de 1960 i 1970.
El 1968 va prendre part en els Jocs Olímpics d'Estiu de Ciutat de Mèxic, on guanyà la medalla de bronze en la prova del pes mosca del programa de lluita grecoromana. Quatre anys més tard, als Jocs de Múnic, fou quart en la mateixa prova. Es retirà el 1973 per problemes de salut.